# Forgács Attila
Forgács Attila (Debrecen, 1962. február 2. –) magyar gasztropszichológus, szociálpszichológus, klinikai szakpszichológus.

## Életpályája
Debrecenben, a Tóth Árpád Gimnáziumban érettségizett. Apja, dr. Forgács Andor (1928–1977) belgyógyász főorvos korai halála miatt tanulmányai mellett a legkülönfélébb munkakörökben dolgozott: volt ószeres a debreceni zsibvásáron, táviratkihordó, rakodómunkás, élelmiszeripari laboráns, filmstatiszta, műtőssegéd a budapesti honvédkórház traumatológiai osztályán, bus-boy, majd sheet rocker az Egyesült Államokban, személyszállító kisiparos. Kétszer teljesített sorkatonai szolgálatot. Először Zalaegerszegen, Orbán Viktor és Fodor Gábor politikusokkal, valamint Simicska Lajos honvéddal, majd az egyetem befejezését követően újabb sorkatonai szolgálatot teljesített, ahonnan tartalékos századosként szerelt le.
A Kossuth Lajos Tudományegyetem Bölcsészettudományi Karán 1987-ben szerzett pszichológia szakos diplomát. 1991-ben doktorált a KLTE-n Summa cum laude minősítéssel. 1993-ban kiváló minősítésű klinikai szakpszichológus diplomát szerzett a Haynal Imre Egészségtudományi Egyetemen. 1995-ben Summa cum laude minősítésű PhD tudományos fokozatot szerzett. 2005-ben a Pécsi Tudományegyetemen habilitált.
A diploma megszerzését követően a Debreceni Orvostudományi Egyetem Szülészeti- és Nőgyógyászati Klinikáján dolgozott pszichológusként és szexológusként. Abban a teamben szocializálódott, amely meghonosította az apás szülést, a rooming-in rendszerű gyermekágyas ellátást, a hospice mozgalmat, a tanatológiát, a pszichoonkológiát. Ebben az időben – többek között – az alábbi neves szakemberekkel működött együtt: Polcz Alaine, Kopp Mária, Bagdy Emőke, Szeverényi Péter, Túry Ferenc, Muszbek Katalin, Lampé László, Margit von Kerekjarto, Thomas von Kürthy, Jimmie C. Holland. 10 éven keresztül kommunikációs tréningeket tartott a Harmadik világ szülészei számára a WHO szervezésében. Ebből az időből származó egyik publikációját az Orvosi Hetilap Markusovszky-díjával tüntették ki 2002-ben.
A hazai gasztropszichológia egyik megalkotója. A témában közel 50 cikke jelent meg magyar és idegen nyelven. 1985-ben Szathmáry Lajos gasztronómus fejedelemtől kapott ösztöndíjat Chicagóba, ahol az evés lélektanával kezdett foglalkozni. 1990-ben Túry Ferenccel és Szabó Pállal evészavar epidemiológiai vizsgálatokat végeztek, Közép-Kelet Európában a legelsők között. Már igen korán hazai és nemzetközi elismeréseket kaptak: 1989-ben a Magyar Tudományos Akadémia Debreceni Bizottsága első díjjal jutalmazta törekvéseiket. Az egyik cikküket 2015-től{{Rathner G., Túry F., Szabó P., Forgács A., Geyer M., Rumpold G.: Prevalence of eating disorders and minor psychiatric morbidity in Central Europe before the political changes in 1989: a cross-cultural study. Psychological Medicine. 25. (1995) 1027-1035. p. }} több mint 70 fő idézi világszerte. A témát érintő fő műve: Az evés lélektana. Akadémiai Kiadó, Budapest, 2004, majd 2013. A gasztropszichológia két nagy kutatási területet ötvöz magába, de egyikkel sem azonos: evészavarok klinikai kutatása, valamint az élelmiszer-marketing. A legfontosabb kérdése, miért eszik-iszik az ember akkor is, ha nem éhes és nem szomjas.
1994-2001 között a Debreceni Egyetem Pszichológiai Intézetében intézeti titkár, adjunktus. Többek között szociálpszichológiát, fejlődéslélektant, klinikai pszichológiát, pedagógiai pszichológiát és kommunikációs tréningeket oktat. 1998-2001 között – három egymást követő tanévben – a legjobb előadónak választják a Debreceni Egyetem Pszichológiai Intézetében. 2001-től a Budapesti Corvinus Egyetem oktatója, 2005-2010 között a Magatartástudományi és Kommunikációelméleti Intézet igazgatóhelyettese, 2010-2011 között igazgatója, 2011-től a Pszichológiai Központ vezetője. 2006-ban a Budapesti Corvinus Egyetem leginnovatívabb oktatójaként Kenneth Rice-díjban részesült. Az év oktatója a Budapesti Corvinus Egyetemen 2013-ban. 2016-tól az Eötvös Loránd Tudományegyetem docense. 2015-től Chief Research and Development officer of ROI Achievement Group (Los Angeles, CA, USA). 2017-től a MindTitude TM Hungary  kutatási igazgatója.
- Bálint István: Forgács Attila portréja. Karcolatok. Karc FM. 2018. február 12.

## Egyetemek, amelyeken oktatott
- Eötvös Loránd Tudományegyetem, Pedagógiai és Pszichológiai Kar (egyetemi docens)
- Debreceni Orvostudományi Egyetem, Magatartástudományi Intézet (az angol nyelvű képzés tanulmányi felelőse)
- Kossuth Lajos Tudományegyetem Debrecen, Pszichológiai Intézet (igazgatóhelyettes)
- Budapesti Gazdasági Főiskola, Külkereskedelmi Főiskolai Kar, Kommunikáció Tanszék (tanszékvezető)
- Budapesti Corvinus Egyetem, Magatartástudományi és Kommunikációelméleti Intézet (igazgatóhelyettes, majd igazgató)
- Pázmány Péter Katolikus Egyetem, Pszichológia Intézet (egyetemi docens)
- Pécsi Tudományegyetem, Pszichológiai Intézet Doktori Iskolája (óraadó, témavezető, opponens)
- Eötvös Loránd Tudományegyetem, Politológiai Intézet (óraadó)
- Károli Gáspár Református Egyetem, Pszichológiai Intézet (óraadó)
- Budapesti Műszaki és Gazdaságtudományi Egyetem, Ergonómiai és Pszichológiai Tanszék (óraadó)
- Selye János Egyetem, Komarno (SK) (tutor)
- Partiumi Keresztény Egyetem (Nagyvárad)(óraadó)
- University of Eastern Finland , (Kuopio) (óraadó)
- A Hatvani István Szakkollégium, az EVK Szakkollégium, a Heller Farkas Szakkollégium, a Mathias Corvinus Collegium előadója és tutora

## Kutatásai a 2000-es években
Az ezredfordulón az Attitude Communication Group piac- és közvélemény-kutató cég kutatási igazgatója. Körülbelül 100 kvalitatív és kvantitatív kutatási projektet végeznek el, számos nemzetközi és hazai cég, intézmény és párt számára, a határokon túl is. A kutatások a mobil-információtechnikát, a gyógyszeripart és a gyógyszerfogyasztási szokásokat, a politikai nézeteket, a sajtófogyasztási szokásokat, az élelmiszer-fogyasztási szokásokat, a pénzügyi viselkedési szokásokat érintették.
2004-től különféle európai uniós oktatásfejlesztő projekteken dolgozik, több európai nagyvárosban. Ezzel kapcsolatos dokumentumok:
- Forgács A.: JobArt Train the Trainers (TtT) curriculum using the methods of Active Learning. Transfer of an innovative curriculum and a sustainable implementation procedure for qualification and further training of trainers in active learning vocational training methods. An EC Leonardo da Vinci Multilateral Innovation Transfer Project. JobArt TtT, Berlin, 2009.[halott link]
- Forgács A.: JobArt Trénerek Tréningje: Útmutató az aktív tanuláshoz. Egy innovatív tanterv transzfere és a tanárok/oktatók továbbképzése és képesítése fenntartható folyamatának megvalósítása az aktív tanulás szakképzésben alkalmazható módszerei területén. Egy Leonardo da Vinci Innováció Transzfer Projekt. JobArt TtT, Berlin, 2009.[halott link]

## Könyvei

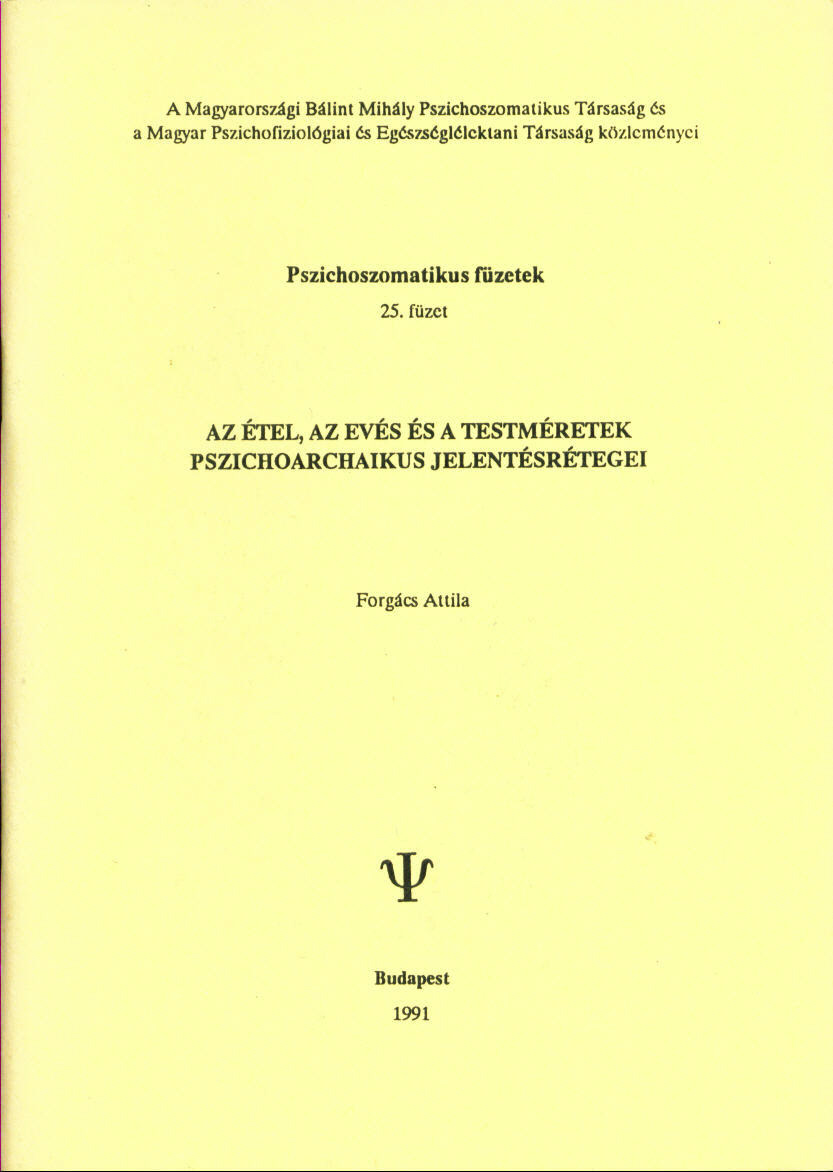
Dr. Forgács Attila: Az étel,az evés és a testméretek pszichoarchaikus jelentésrétegei

- Forgács A.: Fejezetek a kommunikáció szociálpszichológiájából. Akadémiai Kiadó, Budapest, 2017. Archiválva 2020. november 27-i dátummal a Wayback Machine-ben
- Forgács A.: Az étel, az evés és a testméretek pszichoarchaikus jelentésrétegei. A Magyarországi Bálint Mihály Pszichoszomatikus Társaság és a Magyar Pszichofiziológiai és Egészséglélektani Társaság közleményei. Pszichoszomatikus füzetek 25. Budapest, 1991.
- Forgács A., Mező F., Nagy I., Tóth P. és Veliky J.: Társadalmi és állampolgári ismeretek középiskolásoknak. Nemzeti Tankönyvkiadó, Budapest, (2003-2012. között összesen 12 kiadás)
- Forgács A.: Pszichoarcheológia. 22 lélektani töredék. Aula Kiadó, Budapest, 2009.
- Forgács A., Kovács Z., Bodnár É. és Sass J.: Alkalmazott pszichológia. Szociálpszichológia, Munka- és szervezetpszichológia. Aula Kiadó, Budapest. 2009, második kiadás: 2011. Archiválva 2017. március 12-i dátummal a Wayback Machine-ben
- Forgács A.: Az evés lélektana.
- Forgács A.: Az evés lélektana online kiadása. Akadémiai Kiadó, Budapest, 2018. Archiválva 2020. augusztus 10-i dátummal a Wayback Machine-ben

Recenziók Az evés lélektana c. könyvről
- Pszichológia Online (Jakabffy Éva)
- Magyar Pszichológiai Szemle (Lukács Liza)
- Családi lap
- (Deák László): Trimalchiótól – McDonald’s-ig. Könyvhét. Könyves Havilap XI. évf. 7-8. szám 2007. április. 135-136. oldal.[halott link]
- (Liptai Lívia): Mire éhes az ember. A Moho Sapiens hatalma. Elle Magazin. 2006. június. 94-95. oldal.
- (Molnár Gyula): Recenzió Az evés lélektana c. könyvről. 2012.

## Publikációi
Összesített Impakt Faktor: 73.1. Publikációk: 6 könyv (22 kiadásban), több mint 150 tudományos cikk szerzője, 400+ interjút adott magyar és idegen nyelven. 600-nál többen (100-an idegen nyelven) citálják. Az 5 legtöbbet citált írásának átlagidézettsége: 65,8. A 10 legtöbbet citált írásának átlagidézettsége:47,9.

### Legfontosabb letölthető publikációk
- Forgács A., Túry F. és Németh M.: Dominanciaviszonyok és evészavarok. Thalassa. Pszichoanalízis-társadalom-kultúra (1996/3) 83-92. oldal.
- Forgács A., Németh M.: The Psychological Aspects of Eating. Hungarian Medical Journal. 1(2) 2007. 19-28. oldal.[halott link]
- Forgács A.: Társadalmi eszmény és elhízás. „I can get no satisfaction”. Lege Artis Medicinae, 2008;18(8–9):632–636. oldal.[halott link]
- Forgács A.: Médiatünetek és evészavarok. Magyar Tudomány, 2010/11. 1300-1305. oldal.
- Forgács A.: „Étterem az egész világ” In memoriam Szathmáry Lajos. Korunk, 2011/8. 42-49. oldal. http://epa.oszk.hu/…/pdf/EPA00458_korunk_2011_08_042-049.pdf[halott link]
- Forgács A.: Médiatünetek és evészavarok. Mindengyerek konferencia. Budapest, 2011. február 28.
- Forgács A.: glObesity. A tömeges elhízás pszichológiája. XVI. Pszinapszis. Budapest, 2012. április 13.
- Forgács A. és Németh M.: Has vagy gólya? A meddőség transzperszonális vonatkozásairól. Thalassa. 6.1-2. (1995) 203-212. oldal.
- Forgács A., Barlai R., Fodor L., Kulikné Láng Zs. És Jachimovichné Kapitány M.: Kommunikációs tréning tapasztalatok a Külkereskedelmi Főiskolán. A hallgatói vélemények tartalomelemzése. BGF Tudományos Évkönyv 2001. Budapest, Budapesti Gazdasági Főiskola 27-34. oldal.
- Forgács A., Forgács D. és Forgács D.: GlObesity, a tömeges elhízás pszichológiája. Magyar Tudomány, 2013/7. 811-819. oldal.
- Forgács A.: Az ízek ereje, avagy az ízlelés lélektana. Élelmiszer. FMCG szaklap. 2017. 25(10) 60-61.
- Forgács A. és Bonnyay B.: A szeretet íze. Élelmiszer. FMCG szaklap. 2017. 25(11)
- Forgács A. és Bonnyay B.: Minek nevezzelek. Éttermi költészet. Élelmiszer. FMCG szaklap. 2018. 26(4) 62-64.
- Forgács A.: Az ízek ereje. Élelmiszer. FMCG szaklap. 2018. 26(1)
- Forgács A. és Bonnyay B.: A böjt jót tesz a marketingnek. Élelmiszer. FMCG szaklap. 2018. 26(2) 41-45.

### Legfontosabb letölthető interjúk
- (Császár László): A kövér embernek valójában nem a teste, hanem a lelke éhes. elelmiszer.online, 2017. június 12.
- Dr.Forgács Attila portréja. Echo TV Klinika című műsora. 2019. január 5.
- (Kormos Lila): „Megtanultunk osztozni az ennivalón, ennek köszönhetjük, hogy élünk" Nosalty. 2022, március 4. https://www.nosalty.hu/ajanlo/interju-dr-forgacs-attila-gasztropszichologus-az-eves-lelektana-konyv
- (Babos Kitty): Beszélgetés Dr. Forgács Attila gasztropszichológussal az étkezési zavarokról és az evés lélektanáról. A GLAMOUR 2 Szék adása. 2018. június 1.
- (Bochkor Gábor és Lovász László): Nassolás. Ébresztő show, Retro Rádió. 2021. május 31 . https://www.youtube.com/watch?v=FsP43Sa0fEg
- (Mádai Vivien és Pachmann Péter): Ezért lehetsz Te is nasi függő. TV2 Mokka. 2018.november 21.[halott link]
- (Sályi András): Evés a karanténban. Délutáni csevegés. Katolikus Rádió. 2020. április 29. 17.30-18.00 [halott link]
- (Balogh Mária): Az emberi faj hajlama és őstudattalan túlélési technikája a túlevés. Webbeteg.hu, 2018. július 24.
- Bálint István: Forgács Attila portréja. Karcolatok. Karc FM. 2018. február 12.
- Forgács Attilával Krug Emília és Kárász Róbert beszélget a karácsonyi nagy evés pszichológiájáról. ATV Start Plussz, 2017.12.20. ismétlés: 2017.12.23.
- Világjárvány a gyermekkori elhízás. Magyarul Balóval. RTL Klub, 2017. április 22.
- Két karácsony között hízunk el igazán! Bódi Margó és Berki Krisztián TV2.hu/fem3cafe 2015.12.10.
- Gasztronómia. Magyar Krónika, 2016/26. Németh Györggyel, Csőre Gáborral és Szente Annával
- Forgács Attilával Somogyi Dia és Csalami Csaba beszélget az evés pszichológiájáról. Duna TV Családbarát. 2018. február 5.[halott link]
- Az apás szülések debreceni úttörőjét köszöntötték. Cívishír, 2019.01.17.
- Rafai Gábor: A nagy zabálás: a moho sapiens már a spájzban van. szeged.hu, 2019.02.24.
- (Kurucz Adrienn): A karácsonyi nagy evés lélektana. WMN Magazin, 2017.12.25.[halott link]
- (Kurucz Adrienn): Kell a léleknek a böjt? (És mit szól az ego a koplaláshoz?). WMN magazin. 2018. február 15.
- (Magyar Hajnalka): Ki az, aki eszik bennünk? Forgács Attila gasztropszichológus estje. Zalai Hírek. 2017. szeptember 30. 9. oldal Archiválva 2018. március 25-i dátummal a Wayback Machine-ben
- (Szabó Eszter Judit): „Sokaknak az evés jelenti a biztonságot” Pszichoforyou online magazin. 2017. június 11.
- (Kazai Anita): „Hogyan szelídítsünk Moho sapienst?” Az Országos Gyógyszerészeti és Élelmiszer-egészségügyi Intézet lapja. 2018. szeptember 20.[halott link]
- (Varga Attila): A változás beköszöntött. szabadfold.hu 2020. április 29.  Archiválva 2020. május 13-i dátummal a Wayback Machine-ben
- (Varga Attila): Az őserő és a vadhajtás. szabadföld.hu, 2020. február 24. https://szabadfold.hu/orszag-vilag/az-osero-es-a-vadhajtas-egyben-277940/ [https://szabadfold.hu/orszag-vilag/az-osero-es-a-vadhajtas-egyben-277940/
- (Sákovics Diana): A fogyókúra kevés: a fogyáshoz tudatosság kell. Dívány.hu, 2017. március 21.
- (Dudás Dóra): Az elhízás tudattalan mechanizmusai – Dr. Forgács Attila előadása, I. rész. MindSet, Pszichológiai Szaklap. 2017. május 4.
- (Dudás Dóra): Az elhízás tudattalan mechanizmusai – Dr. Forgács Attila előadása, II. rész. MindSet, Pszichológiai Szaklap. 2017. május 17.
- A kövér embernek a lelke éhes. TV2 Mokka, 2018. július 2.
- (Vajnai Melinda): Olyan kövér még sosem volt az emberiség, mint ma. 2016. október 17.[halott link]
- Forgács Attilával, Buday Péterrel és Varga Judittal Kollár Leila beszélgetett A jövő étkezése címmel a Hetek Közéleti Magazin online videójában. 2016. március 11-én
- Sajnos, nem mindig a gyomrunknak hiszünk. Hajdú-Bihari Napló, 2014. szeptember 25. 7. oldal[halott link]
- (Hajdú-Bihari Napló): Fogyás kisebb tányérral. Hajdú-Bihari Napló, Debreceni Egyetem, 2014. szeptember 23.[halott link]
- (Csőre Gábor és Szente Anna): Gasztronómia. Magyar Krónika 2016/26.
- (Sákovics Diána): Freud az evészavarokkal foglalkozna! Divany.hu, 2015. április 15.
- (Szaszkó Mariann): Ezeréves ősfélelmeinket esszük el. Megminden. 2013. december 24.
- (Székely Anna): Twiggy: jöhet-e még forradalom? Népszabadság Hétvége. 2009. október 3. 9. oldal.
- (Liptai Lívia): Fogyókúra és éhség. ELLE Magazin 2006. június 94-95. oldal
- (Kurucz Adrienn): Orális lények vagyunk. Nők Lapja Cafe. 2010. 03. 26.
- (Leopold Györgyi): Bizarr étkezési szokások, mentális zavarok. Az egészséges táplálkozás titka régóta foglalkoztatja a kutatókat. MTI-Press 2010. szeptember 17.
- (Péter Márta): „Getnó”: minél jobban élünk, annál boldogtalanabbak vagyunk. Megduplázódott az elhízottak száma. Mindennapi. A közéleti portál. 2010. november 26.[halott link]
- (Kurucz Adrienn): Paleolit táplálkozás. (Antal Emesével és Szendi Gáborral) Nők Lapja Egészség. 2010. július. 42-44. oldal
- (Zádori Zsolt): Nem fogy a magyar, inkább hízik. HVG.hu. 2010. december 2.
- (N.N.): Nem árt, ha a Mohó Sapiens megkérdi az orvost, hogy gyakran videojátékozott-e? Szabadság.ro. 2010. december 13. Archiválva 2014. szeptember 10-i dátummal a Wayback Machine-ben
- Szokás vagy betegség, ha valaki rosszul táplálkozik? Mix online. 2010. 09. 19.
- (MTI): Már a csecsemők is tudják, mi a jó táplálék nekik. NetAmbulancia 2010. 09. 20.
- (Kiss Orsolya): A pillecukor gyermekei. Vasárnapi Hírek. 2011. november 13. 18. p.
- (Bertók T. László): Zokogva temették a kommunista messiást. A kollektív könnyfakasztás pszichológiája. Magyar Nemzet Online. 2011. december 31.
- (Tököli Magdolna): „Egyed, vegyed, használd, dobd el!” Erdély Online. 2012.01.19. és Bihari Napló, Nagyvárad, 2012. január 20. 5. oldal
- (Bertók T. László): Divatirányzat lett az anorexia. Csontvázak és alfahímek. Magyar Nemzet Online. 2012. február 1.
- (Vasvári G. Pál): Szerencsétlen szerencsések. Vasárnapi Hírek. 2012. május 26. 6. oldal
- (Csilla Pálma Major): Unpopular Bologna process for Budapest’s class of 2009. Cafebabel.com. The European Magazine. 23/05/2008.
- (Oravecz Csilla): Serdülők a fogyókúra rabságában. Nők Lapja, 2012/33. augusztus 15. 48-49. oldal
- (Nagy Székely Ildikó): A mohó sapiens shopiens története. Dr.Forgács Attila a Sapientián. E-Népújság.ro. 2013. április 24.
- (Hajdu Roland): Öngyilkosság – Behajtani tilos. Corvinus Online. 2013. május 21.
- (Dobován Norbert): GlObesity – a tömeges elhízás. 2013. május
- (Oravecz Csilla): Mohó Sapiens – Vészesen hízik az emberiség. Meddig engedjük a nadrágszíjat? Nők Lapja, 2013. augusztus 28. 14-17.
- (Szaszkó Mariann): Ezeréves ősfélelmeinket esszük el. Megminden. 2013. december 24.
- (Kardos Ernő): Enni, vagy nem lenni. 168 óra. 2013. december 28. Archiválva 2014. február 4-i dátummal a Wayback Machine-ben
- (Tamás Dorottya): Média: szájon át alkalmazása mértékkel ajánlott. Corvinus Online, 2014. november 29.[halott link]
- (Csilla Pálma Major): Unpopular Bologna process for Budapest’s class of 2009. Cafebabel.com. The European Magazine. 23/05/2008.

### Legfontosabb letölthető előadások
- Forgács Attila Szegeden. 2019. január 28.
- Dr.Forgács Attila portréja. Echo TV Klinika című műsora. 2019. január 5.
- A testsúlyom és én. A túlfogyasztás lélektana. Dívány Klub. 2017. március 19.
- GlObesity. Vírusklub. 2016. augusztus 9.
- A kép és a tudattalan. Vírusklub. 2017. május 2.
- Ételfóbiák. Mindenki Akadémiája. 2017. március 10.
- GlObesity. Mindenki Akadémiája. 2016. november 16.
- Médiaüzenetek és evészavarok. Corvinus Egyetem nyílt nap, 2011. január 14.
- Az oktatás jövője európai szemmel. 2010. április 13.
- Segíts magadon. Elhízás, gyomorgyűrű. 1. rész TV2 2011.
- Segíts magadon. Elhízás, gyomorgyűrű. 2. rész TV2 2011.
- Evészavarok a média fogságában. 2009. szeptember 29.
- Előadás a médiakonferencián. 2009. szeptember 29.
- Duna Tv Harmónia c. egészségvédő sorozat. 1998. január 19.
- Célkeresztben. 1997. december 19.
- Magyar étkezési szokások. Randevú Edittel. RTL Klub. 1997. december 29.

### Legfontosabb letölthető rádióinterjúk
- (Kocsag Kornél): A szociálpszichológiától a gasztropszichológiáig. Wopcast Podcast. 2022. december 18. letölthető: Spotify: https://open.spotify.com/episode/2ActlDwEg3XgKdprS5cNdX YouTube: https://www.youtube.com/watch?v=oUZkAeC7HY0
- (Háver-Varga Marianna): Az evés lélektana I. Dr.Jazzy. Jazzy Rádió, Budapest, 2017. 12. 16. 1. rész
- (Háver-Varga Marianna): Az evés lélektana II. Dr.Jazzy. Jazzy Rádió, Budapest, 2017. 12. 23. 2. rész
- Forgács Attilával beszélget Felhőfi-Kiss László: Az elhízás okai. Dunakanyar Rádió, 2018. március 12. 1. rész
- Forgács Attilával beszélget Felhőfi-Kiss László: Az elhízás okai. Dunakanyar Rádió, 2018. március 19. 2. rész
- (Fazekas Gyöngyvér): A húsevés lélektana. A Katolikus Rádió Anyám főztje c. műsora. 2017. december 17. 11.30.
- "Étterem az egész világ" Beszélgetés Forgács Attilával a Tilos Rádióban (2013. május 11.)[halott link]
- Gasztropszichológia. Összhang, Életmód Magazin. Marosvásárhelyi Rádió, Románia, Marosvásárhely, 2014. november 19.
- Forgács Attilával, Bagdy Emőkével, Túry Ferenccel és Szabó Pállal Szabó Ágnes beszélgetett Az evés lélektana címmel a Kossuth Rádió Tér-idő című műsorában. 2015. október 14-én 14.34-15.00 között.
- Forgács Attilával, Bagdy Emőkével, Túry Ferenccel és Szabó Pállal Szabó Ágnes beszélgetett Az evés lélektana II. címmel a Kossuth Rádió Tér-idő című műsorában. 2015. október 15-én 14.34-15.00 között.
- (Egri Nagy Erzsébet): Kommunikáció- és médiatudományi képzés a Corvinus Egyetemen. Gazdasági Rádió. 2011. január 27.

## Díjai, elismerései
- 2019. "Az oktató, akitől a legtöbbet tanultunk 2019" díj 1. helyezettje. Budapesti Corvinus Egyetem Hallgatói Önkormányzatának elismerése a hallgatók szavazata alapján.
- 2013. Az év oktatója Budapesti Corvinus Egyetem
- 2010. A 8. Szemiotikai Nemzetközi Konferencia legjobb előadója díja
- 2006. Kenneth Rice Díj (A Budapesti Corvinus Egyetem leginnovatívabb oktatója)
- 2002-2005. A Magyar Tudományos Akadémia Békésy György Posztdoktori Ösztöndíja
- 2002. Az Orvosi Hetilap Markusovszky-díja
- 1998-2001. tanév legjobb férfi előadója a KLTE Pszichológiai Intézetében, három egymást követő évben
- 1998-2001. A Magyar Tudományos Akadémia Bolyai János Kutatási Ösztöndíja
- 1997. az Universitas Alapítvány (KLTE) támogatása
- 1997. a Tehetséges Debreceni Fiatalok Alkotói díja
- 1994. Tempus ösztöndíj
- 1992. a ZD International Mentalcare Co. (New York, USA) ösztöndíja
- 1992. a "Magyar Tudományért" Alapítvány egyéves ösztöndíja
- 1989. a Magyar Tudományos Akadémia Debreceni Akadémiai Bizottsága pályázatának 1. díja
- 1985. a Tulipános láda Foundation Chicago, USA) ösztöndíja